# Giri Nanto
Giri Nanto is een bestuurslaag in het regentschap Seluma van de provincie Bengkulu, Indonesië. Giri Nanto telt 191 inwoners (volkstelling 2010).